# Alphonse Huisman - Van den Nest
Alphonse Jacques Michel Huisman - Van den Neste (Schaarbeek, 2 april 1869 - Brussel, 19 februari 1937) was een Belgisch senator.

## Levensloop
Huisman, getrouwd met een Van den Nest, promoveerde tot doctor in de rechten aan de ULB.
In 1907 werd hij gemeenteraadslid van Brussel en schepen in 1932.
In 1920 werd hij verkozen tot liberaal senator voor het arrondissement Brussel en vervulde dit mandaat tot in 1936.

## Publicaties
- Pour le plus grand Bruxelles. Avant-port, Molenbeek-Saint-Jean, Brussel, 1913.